# Walcyr Monteiro
Walcyr Monteiro (Belém, 27 de janeiro de 1940 - Belém, 29 de maio de 2019) foi um escritor brasileiro. Sua obra de maior destaque é o livro Visagens e Assombrações de Belém (1972).

## Biografia
Foi um jornalista profissional, tendo trabalhado e colaborado em diversos jornais e revistas. Atuou como professor de ensino médio e superior nas disciplinas Antropologia Cultural, Economia Brasileira e Ciência Política na área da educação. Foi presidente do Centro Paraense de Estudos do Folclore, e foi secretário do Instituto Histórico e Geográfico do Pará. Também ministrou palestras sobre folclore.
Walcyr Monteiro teve sua primeira história, “Matinta Pereira do Acampamento”, publicada no extinto jornal A Folha do Norte, em maio de 1972. Anos mais tarde, em 1988, Walcyr Monteiro reuniu uma coleção de outros contos folclóricos e lendas urbanas, e lançou o seu livro, intitulado Visagens e Assombrações de Belém. O compilado reunia histórias muito conhecidas pelos paraenses, e foi publicado através da editora Falângula, com o apoio do então secretário de Cultura, Esporte e Turismo, Acyr Castro. A mesma obra veio a ter mais edições ao longo dos anos e continua sendo o seu trabalho de maior impacto na cultura do estado do Pará.

## Impacto cultural
A cidade de Belém é conhecida por suas lendas amazônicas, e o livro Visagens e Assombrações de Belém, escrito por Walcyr Monteiro, reúne uma grande quantidade dessas histórias sobrenaturais. A obra conta com histórias populares da cultura oral paraense, e foi originalmente publicada em 1988, pela editora Falângula, e reeditada pela editora Smith em 2007. Esses textos foram resultado de um trabalho de pesquisa da cultural popular e crenças sobre assombrações, lendas e mitos da cultura amazônica, ambientados especialmente no Pará.
O livro está dividido em cinco partes, sendo a primeira é uma coletânea dos contos relativos à visagens e assombrações; a segunda parte descreve o "Culto das Almas"; a terceira faz uma síntese histórica da área pesquisada; a quarta traz uma primeira abordagem de interpretação dos fenômenos, e a quinta as conclusões do autor. Entre as histórias retratadas no livro estão: "A Porca do Reduto", "A Matinta Perera do Acampamento", "A Mãe d’Água do Igarapé de São Joaquim", "As ilhas encantadas do Marajó", "Fantasma erótico da Soledade", "A moça sem face", "A ponte do Igarapé das Almas", "A Moça do Táxi", e "Aposta Macabra e O Carro Assombrado".
Destaque para a lenda da Moça do táxi que é hoje uma das mais populares, e fortemente presente na cultura e folclore urbano da cidade de Belém. Segundo a lenda, uma figura misteriosa de uma jovem mulher percorre as ruas da cidade em busca de uma viagem de táxi que a leve à casa de sua família ou ao cemitério. Ao chegar ao destino desejado, o motorista recebe a informação que deve fazer a cobrança do valor ao pai da moça. No entanto, para sua surpresa, o motorista descobre que a jovem em questão já faleceu há algum tempo. Outro destaque é a lenda urbana do Igarapé das Almas, também sendo uma das lendas urbanas mais populares, na qual conta-se a lenda que na região do igarapé existe a aparição de fantasmas de pessoas que lutaram durante a revolução da Cabanagem.
Além disso, o livro Visagens e Assombrações de Belém já foi inspiração para a escrita de alguns roteiros de curtas-metragens e longas-metragens, entre eles a animação Visagem (2006), do diretor paraense Roger Elarrat, e o roteiro da produção seriada Lendas Amazônicas (1998).

## Obras publicadas
- Visagens e Assombrações de Belém
- Visagens, Assombrações e Encantamentos da Amazônia (coleção de 14 livros)
- Cosmopoemas
- Miscêlanea ou Vida em Turbilhão
- As Incríveis Histórias do Caboclo do Pará
- Histórias Brasileiras e Portuguesas para Crianças
- Presente de Natal